# Leiji Matsumoto
Akira Matsumoto, conegut pel seudònim Leiji Matsumoto (松本零士, en japonès), fou un famós dibuixant de manga i dissenyador de sèries d'anime. Va nàixer a Kurume, a la Prefectura de Fukuoka (Japó) el 25 de gener de 1938. - 13 febrer de 2023, Tòquio.
Matsumoto comptava amb un talent magistral per crear històries de ciència-ficció amb elements dramàtics. Tenia un estil molt personal per al disseny tant gràfic com psicològic de personatges tràgics, potser fins a l'inversemblant. Mentre els homes solen ser d'aspecte aspre i fins grotesc, amb les excepcions d'alguns dels seus protagonistes, les dones solen aparèixer com heroïnes fràgils i malaltisses però amb desitjos molt ferms.2019
Son pare era oficial de les Forces Aèries Imperials i va arribar a lluitar durant la Segona Guerra Mundial, per això Matsumoto tenia una passió per la maquinària militar aèria. Als vuit anys començà a dibuixar, influït per els dibuixos de Walt Disney i Osamu Tezuka. El 1953, quan tenia 15 anys, va participar en un concurs de còmics per a joves talents de la revista Shonen Manga. Presentà el seu primer manga, Mitsubachi no boken, amb el qual destacà sense arribar a ser el guanyador. Així, el còmic és publicat al número de febrer de 1954 de la mateixa revista.
Quan acabà el batxillerat el 1957, es mudà a Tòquio. Durant sis anys lloga una habitació al barri de Bunkyo. Durant eixos anys publica mangues shojo, dirigits a un públic femení. Durant aquesta època es va casar amb Miyako Maki, una dibuixant de manga shojo. El 1965, canviaria el nom amb què signa les seues obres, canviant el nom per Leiji. El 1968 es publicà el seu primer manga de ciència-ficció serialitzat, Sexaroid (1968), obra amb molt d'èxit. Aquesta obra implica l'entrada al gènere demogràfic dels manga shonen (manga orientat a un públic masculí). Des d'aquesta obra també el seu estil es caracteritza per presentar heroïnes estilitzades i belles. Publica obres de tres gèneres: bèl·lic, ciència-ficció i western. El 1973 el seu talent és reconegut amb l'obra Otoko Oidon. L'any següent, Matsumoto començà a crear les tres sèries que el portaran al reconeixement de la història del manga: Uchu Senkan Yamato (1974), Queen Emeraldas (1975) i Uchu Kaizoku Captain Harlock. El 1978 creà l'obra del gènere space opera considerada la més complexa: Ginga Tetsudo 999.
També es va dedicar a la realització de les seues obres al format de l'anime des de la dècada de 1970.

## Estil
Des del manga Sexaroid (1968), presenta heroïnes estilitzades i belles. També destaca que els personatges de les distintes obres fan aparicions en les distintes obres seues. I és notable les referències a la cultura germànica i la passió per la maquinària bèl·lica aèria.

## Obres
- Fairy Hotaruna
- Space Battleship Yamato
- Planet Robot Danguard Ace
- Galaxy Express 999 (1977-1981)
- Captain Harlock (1977-1979)
- Starzinger (també anomenat Spacekateers com a part de la línia d'importació de Force Five)
- Queen Millennia (també conegut com a Queen of 1000 Years)
- Arcadia of My Youth
- Arcadia of My Youth: Endless Orbit SSX
- The Cockpit
- Queen Emeraldas
- Tiger-Striped Mii
- The Ultimate Time Sweeper Mahoroba
- Fire Force DNAsights 999.9
- Harlock Saga Der Ring des Nibelungen
- Maetel Legend
- Cosmo Warrior Zero
- Gun Frontier (1972-1975)
- Space Pirate Captain Harlock The Endless Odyssey
- Pu Pu (1974)
- Submarine Super 99
- Interstella 5555 - The 5tory of the 5ecret 5tar 5ystem
- The Galaxy Railways
- The Galaxy Railways II
- Great Yamato #0
- Space Symphony Maetel
- Submarine Super 99 (1964)
- Kōsoku ESPer (1968-1970)
- Sexaroid (1968-1970)
- Machinner series (1969-1970)
- Mystery Eve (1970-1971)
- Dai-yojo-han series (1970-1974)
- Otoko Oidon (1971-73)
- Senjo Manga series (1973-1978)
- Insect (manga) (1975)
- Saint Elmo: Hikari no Raihousha (especial de televisió de 1987)
- Captain Harlock Jigen Kôkai (Captain Harlock Dimenson Voyage (2014-)